# Фидеикомисс (римское право)
Фидеикоми́сс (также фидеикомис, лат. fideicommissum, от лат. fides — «доверие» и лат.  committere — «вверять») — вид завещания в Римском праве, в котором завещатель поручал наследнику выполнить оговоренные действия в пользу третьего лица, которое обычно не имело пассивной завещательной способности. Фидеикомисс не был связан ограничениями, предусмотренными для легатов. При соблюдении интересов других наследников, можно было поручить передать в качестве фидеикомисса всё наследство полностью третьему лицу (универсальный фидеикомисс). Фидеикомисс действовал и для третьих лиц, не наследовавших имущества, а имевших только обязанности по отношению к любому возможному наследнику: например, завещатель мог предписать своему должнику возвратить долг конкретному лицу, не обязательно наследнику. Возлагаемые поручения должны были иметь законный и нравственный характер: нельзя было поручить совершить преступление и т. п. По своей сути, фидеикомисс снимал ограничения по возможности для завещателя распоряжаться имуществом в завещании.